# Xarxa de creença profunda

Fig.1 Esquemàtic de la xarxa de creença profunda.

Una xarxa de creença profunda (en anglès DBN, Deep Belief Network), en aprenentatge automàtic, és un model gràfic generatiu o també una xarxa neuronal composta de múltiples capes de variables latents amb connexions entre les capes.

## Característiques
- Quan s'entrena un algorisme DBN amb un conjunt d'exemples com a entrada de forma no supervisada, pot aprendre a reconstruir probabilísticament aquestes entrades. Llavors pot millorar la classificació de forma supervisada.
- Una DBN pot ésser considerada com una composició de xarxes simples i no supervisades com les màquines de Bolzmann restringides (RBM).